# Roman Sidorow
Roman Sidorow (ukr. Роман Сідоров; ur. 14 kwietnia 1980 w Zaporożu) – ukraiński wioślarz.

## Osiągnięcia
- Mistrzostwa Świata – Mediolan 2003 – czwórka bez sternika wagi lekkiej – 18. miejsce[1].
- Mistrzostwa Świata – Hazewinkel 2004 – dwójka bez sternika wagi lekkiej – 11. miejsce[1].
- Mistrzostwa Świata – Monachium 2007 – czwórka bez sternika wagi lekkiej – 20. miejsce[1].
- Mistrzostwa Europy – Poznań 2007 – czwórka bez sternika wagi lekkiej – 6. miejsce[1].